# Gandy (Nebraska)
Pour les articles homonymes, voir Gandy.
Gandy est un village du comté de Logan, dans l'État du Nebraska, aux États-Unis. En 2020, il comptait une population de 34 habitants.